# بيلي برايس
بيلي برايس (بالإنجليزية: Billy Price)‏ (4 أكتوبر 1917 في المملكة المتحدة - 1 يناير 1995) هو لاعب كرة قدم بريطاني (وحمل سابقاً جنسية المملكة المتحدة لبريطانيا العظمى وأيرلندا) في مركز الهجوم. لعب مع برادفورد سيتي ونادي ريدنغ وهال سيتي وهدرسفيلد تاون وWinsford United F.C. ‏.